# 仙台市立茂庭台中学校
仙台市立茂庭台中学校（せんだいしりつ もにわだいちゅうがっこう）は、宮城県仙台市太白区茂庭台五丁目にある公立中学校。

## 概要
- 仙台市の南西部に位置している茂庭台団地が造成されて、団地内の生徒数の増加に伴い、通学先の生出中学校が小規模校で対応しきれなくなり、新たに団地内に新設校として開校した。
- 山を切り開いた団地に位置することから、「太陽に最も近い学校」とも呼ばれる

## 沿革
- 1990年（平成2年）4月　- 仙台市立生出中学校より分離・開校
- 2011年（平成23年）3月11日に発生した東日本大震災の影響で当面間休校。12日に控えていた卒業式も中止された。
- 2020年（令和2年）2月29日〜5月31日　政府による新型コロナ対策による要請に基づき、休校。
- 2021年（令和3年）度現在、卒業人数3,085人

## 学区
- 仙台市立茂庭台小学区

## 所在地
- 宮城県仙台市太白区茂庭台五丁目3番1号